# Francisco José Carrasco
Francisco José Carrasco Hidalgo (Alcoy, 6 maart 1959) is een voormalig  profvoetballer. Hij speelde als aanvaller en Carrasco had als bijnaam El Lobo (De Wolf).

## Clubcarrière
Carrasco begon zijn loopbaan als profvoetballer in 1978 bij FC Barcelona. Hij won bij de Catalaanse club in 1985 de Spaanse landstitel, in 1983 de Copa del Rey, in 1983 en 1986 de Copa de la Liga, in 1983 de Supercopa de España en de Europa Cup II in 1979 en 1982. In 1986 was Carrasco bovendien basisspeler in de verloren Europa Cup I-finale tegen Steaua Boekarest. In 1989 vertrok hij naar het Franse FC Sochaux. Carrasco keerde in 1992 terug naar Spanje, waar hij bij UE Figueres zijn loopbaan als profvoetballer afsloot.

## Interlandcarrière
Carrasco speelde 35 interlands voor het Spaans nationaal elftal, waarin hij vijf keer scoorde. Hij debuteerde op 4 april 1979 tegen Roemenië. Carrasco behoorde tot de Spaanse selecties voor het wereldkampioenschap 1986 en de Europees kampioenschappen van 1980 en 1984. De aanvaller speelde op 27 januari 1988 tegen de DDR zijn laatste interland.